# IJzerkoekenoproer

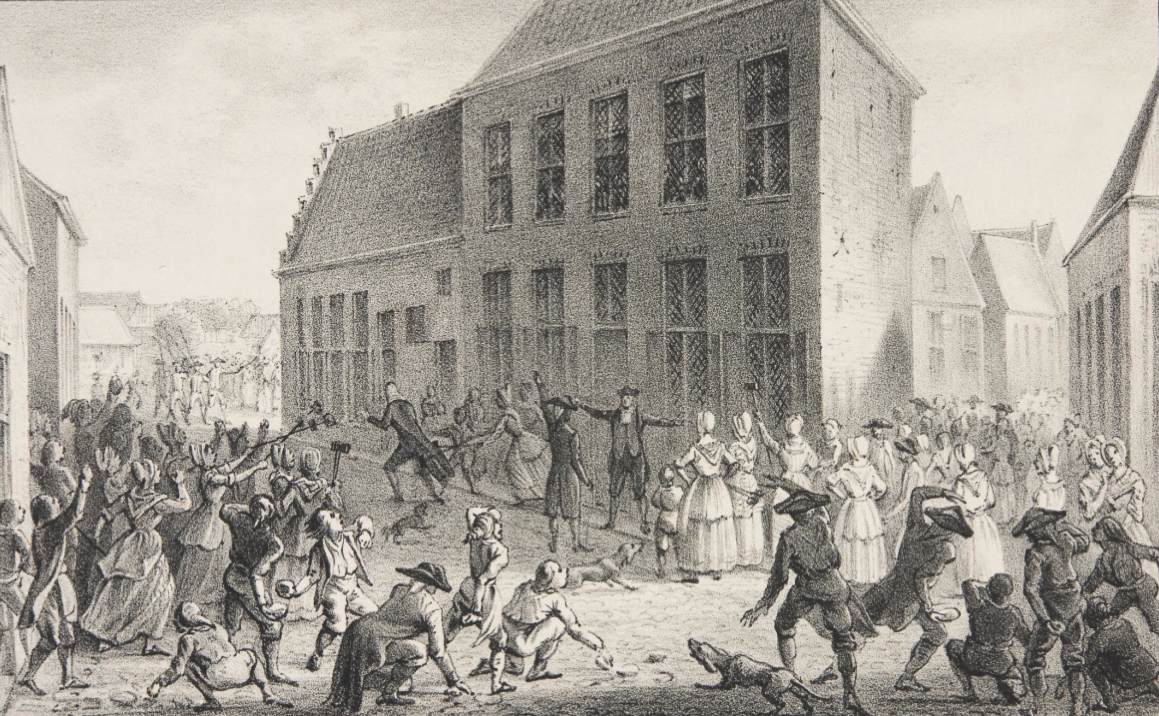
Afbeelding van het IJzerkoekenoproer in Coevorden gemaakt door Hilmar Johannes Backer (1804-1845)

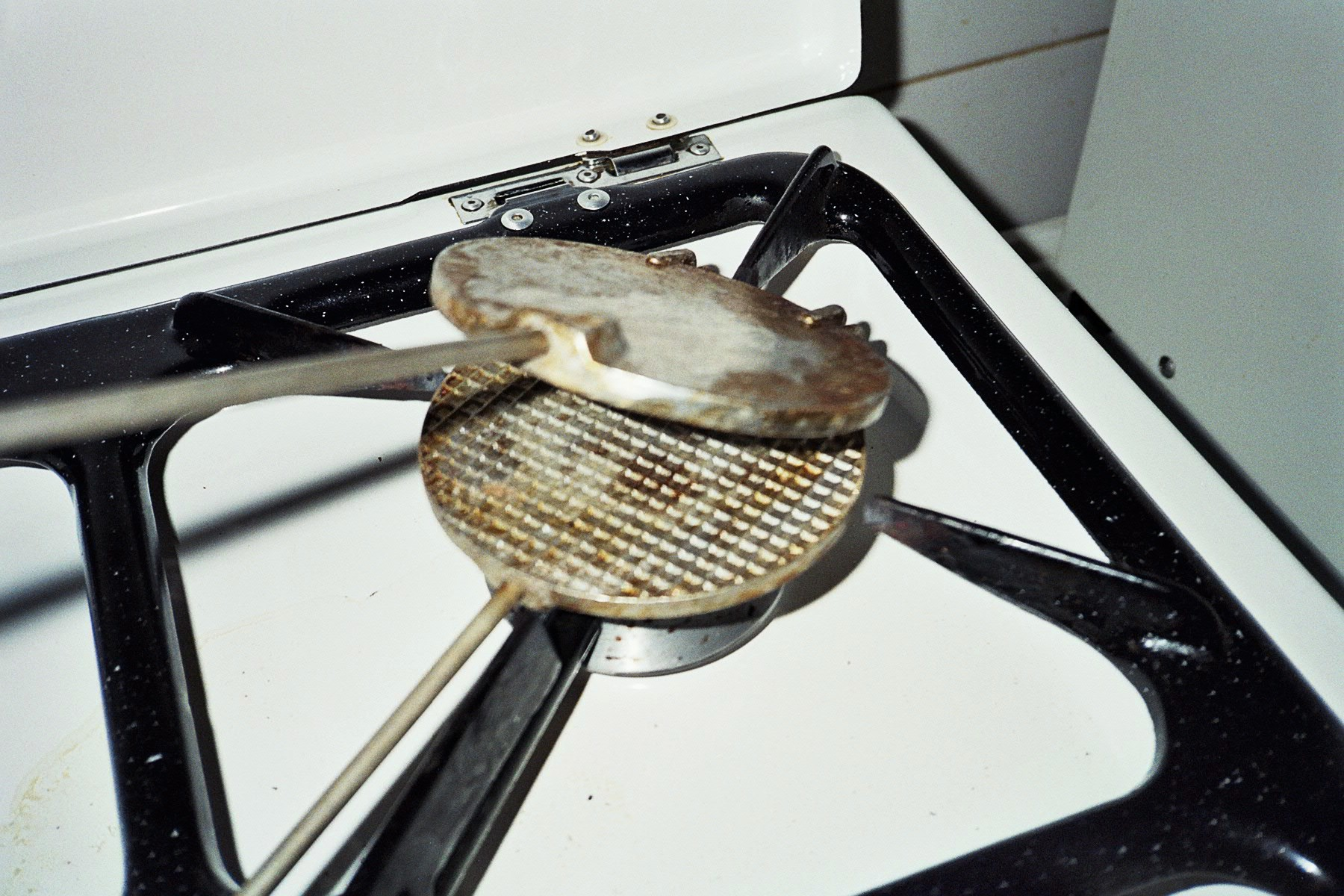
Een kniepertiesijzer

Het IJzerkoekenoproer was een volksopstand die plaatsvond in Coevorden, op 22 december 1770.
In meerdere plaatsen in de Nederlanden probeerden de plaatselijke overheden te voorkomen dat hun burgers op Nieuwjaarsdag lastiggevallen werden door zogenaamde nieuwjaarslopers met hun gezang en andersoortige nieuwjaarsgebruiken. In Coevorden besloot het stadsbestuur, op voorstel van de plaatselijke kerkenraad van de Nederduitse Gereformeerde Kerk, tot "afschaffing van dat oudt en slegt gebruik, dat op Nieuwejaarsdagh lange heeft plaats gehadt, met betrekking tot het uitdelen van zoogenoemde Nieuwjaars- of ijzerkoeken aan straatlopers en soortgelijken. De uitvaardiging van het verbod veroorzaakte al direct grote onrust onder de bevolking. Er werd opgeroepen om tijdens een vergadering op het kerkhof te protesteren.
De protestbijeenkomst werd verboden, omdat men bang was voor rellen, maar dat bleek olie op het vuur. Op oudejaarsdag werd het raadhuis belegerd door een woedende volksmenigte, aangevoerd door de ijzerkoekenbaksters. De heren bestuurders gaven toe, maar daarmee was de belegering nog niet ten einde. Uiteindelijk moest de magistraat onder begeleiding van garnizoenssoldaten naar huis gebracht worden.
De aanstichters van het oproer, waaronder de vader van Berend Slingenberg, de latere eerste burgemeester van Coevorden, werden aangeklaagd wegens het opzettelijk veroorzaken van onlusten. De Staten van Drenthe behandelden de zaak, de afloop is niet bekend. Wel is het gebruik van uitdelen van ijzerkoeken op nieuwjaarsdag gehandhaafd: in vele Coevorder gezinnen worden nog steeds op Nieuwjaarsdag knieperties gebakken.